# Новобудова (заповідне урочище)
Заповідне урочище місцевого значення «Новобудова» (втрачене) було оголошене Рішенням виконкому Івано-Франківської обласної ради від 19.07.1988 року №128.  Площа 217. Було розміщене у Надвірнянському районі Івано-Франківської області на землях Горганського лісництва, у кв.31-33

## Характеристика
Вітростійке смерекове насадження на висоті 1100-1500 метрів над рівнем моря, цінний генетичний фонд.

## Скасування
Розпорядженням Івано-Франківської обласної державної адміністрації №443 від 23.06.1997 року "Про внесення змін і доповнень   у  мережу  територій та об’єктів природно-заповідного фонду об'єкт було скасовано у зв’язку з входженням його до складу природного заповідника «Ґорґа́ни».